# Svi za mnom!
Svi za mnom! je treći album srpskog alternativnog rock sastava Disciplina kičme, kojeg je objavio Helidon 1986. godine a kasnije je album objavljen i kao CD 1997. godine. Remiksana verzija albuma objavljena je kao CD na kompilacijskom albumu Ove ruke nisu male... 2  2000. godine
Album je 1998. izglasan na 65. mjesto najboljih 100 rock i pop albuma u knjizi YU 100: najbolji albumi jugoslavenske rock i pop glazbe.

## Popis pjesama
Svu glazbu i tekstove potpisuje Zeleni Zub, osim pjesme Čudna šuma koju je napisala i uglazbila YU grupa.
1. Čudna šuma - 4:29
2. Pozdrav mladoj žitarici - 4:46
3. Zašto? - 6:37
4. Ovo je zvuk... - 4:03
5. Svi za mnom! - 4:09
6. U kesi - 3:27
7. Šuma igra... - 3:34
8. Ne, ne, ne... - 8:35

## Učestvovali na albumu
- Koja (Dušan Kojić) — bas, vokal
- Žika (Srđan Todorović) — bubnjevi
- Kele (Nenad Krasavac) — bubnjevi
- Dedža — truba, vokal
- Zerkman (Zoran Erkman) — truba, vokal

## Vanjske poveznice
- EX YU ROCK enciklopedija 1960-2006, Janjatović Petar; ISBN 978-86-905317-1-4
- Svi za mnom! na Discogs